# Rueda Cósmica
En las publicaciones de DC Comics, la Rueda Cósmica o Cinta Cósmica ("Cosmic treadmill") es un artefacto para viajar en el tiempo inventado por Barry Allen, el segundo Flash. Este artefacto ha sido fundamental para el argumento de numerosas historias protagonizadas tanto por Barry Allen como por Wally West.

## Historia

### Origen
La Rueda Cósmica apareció por primera vez en The Flash N° 125. Inicialmente fue desarrollada como un medio para permitir que Barry Allen viajara a través del tiempo de forma precisa.

### Pre-Crisis
Entre las muchas historias en que apareció la Rueda Cósmica, la más notable fue aquella en que permitió que Barry Allen viajara al siglo XXV y conociera al Profesor Zoom (Eobard Thawne).
En su última aparición antes de la Crisis en Tierras Infinitas, Barry la utilizó para trasladarse al siglo XXX y reunirse con su esposa, Iris West.
La Rueda Cósmica apareció también durante la Crisis cuando Jay Garrick (el Flash de la Era Dorada), Kid Flash, el Superman de la Era Dorada y el Superman de la Era de Plata intentaron viajar a Tierra-2. En lugar de encontrar Tierra-2, simplemente vieron un vacío, una consecuencia del colapso del multiverso en un único universo.

### Post-Crisis
Tras la Crisis, la Rueda Cósmica ha aparecido en varias ocasiones durante la época de Wally West como Flash, siendo la más significativa en Flash N° 79. En ese número se revela que el hombre quien previamente se creía era Barry Allen era en realidad el Profesor Zoom, quien había viajado en el tiempo (por primera vez en su vida) y perdido su memoria. Además, la batalla levantó el bloqueo que Wally tenía sobre su velocidad.
La Rueda fue un elemento clave durante el arco argumental "Chain Lightning", que hacía gran uso del viaje en el tiempo con el fin de derrotar al legado de Coblat Blue.
Hunter Zolomon intentó utilizar la Rueda Cósmica para viajar al pasado y evitar que tuvieran lugar los eventos que lo habían dejado parapléjico. El fracaso fue catastrófico ya que la Rueda explotó, destruyéndose junto con el Museo de Flash y provocó que Zolomon se separara de la continuidad temporal normal. Debido a esto, Zolomon se transformó en Zoom, el tercer Flash Inverso.
La Rueda apareció por última vez durante el arco argumental “Rogue War”, reconstruida por Zoom y puesta a funcionar por Jay Garrick. Zoom (Zolomon) la empleó para traer al Profesor Zoom (Thawne) del pasado. Wally recibió la ayuda de Barry Allen, quien se llevó al Profesor Zoom de regreso a su lugar en el tiempo. Aparentemente, la Rueda Cósmica fue destruida durante la lucha entre Zoom y Wally.

## Habilidades
La Rueda Cósmica permite a cualquier ser con supervelocidad poder viajar en el tiempo con precisión; además, antes de la Crisis, permitía viajar entre las distintas Tierras. La Rueda funciona generando vibraciones que trasladan al usuario a una época específica. La generación de estas vibraciones requiere una cantidad elevada de velocidad; los intentos por emplear la Rueda sin supervelocidad han demostrado ser peligrosos. Inicialmente, las vibraciones debían ser mantenidas o uno volvería a su época de origen, tal como fue relatado por John Fox.
Puesto que la Rueda necesita de un velocista para funcionar, en muchas historias puede encontrarse una dentro del Museo de Flash, normalmente en exhibición, ya que pocas personas tienen la velocidad para hacerla funcionar. 